# 뱀 공포증
뱀 공포증(영어: Ophidiophobia)은 특정 공포증의 한 종류이며, 뱀에 대한 비정상적인 공포감을 갖는 것을 말한다. 뱀을 무서워하는 것은 종종 양서류나 파충류를 무서워하는 것을 더 일반적으로 뜻하는 파충류 공포증로 불리기도 한다. 학명인 ophidiophobia 혹은 ophiophobia의 어원은 그리스어로 뱀을 뜻하는 말인 “ophis”(그리스어: ὄφις)와 무서움을 뜻하는 “phobia”(그리스어: φοβία)에서 온 것이다.
뱀 공포증은 뱀을 좋아하지 않거나 뱀의 독을 무서워하거나, 혹은 뱀이 지닌 위험을 무서워하는 것과는 구분된다. 뱀 공포증을 겪는 사람은 뱀을 직접 마주하는 것만을 무서워하는 것 뿐만 아니라, 뱀에 관해 생각하거나, TV나 사진으로 뱀을 보는 것도 두려워한다.
성인의 3명 중 1명은 뱀 공포증으로, 가장 널리 보고되는 공포증이다.